# Nowa Wieś (gmina Busko-Zdrój)
Nowa Wieś (1992-2007 Błoniec-Nowa Wieś) – wieś w Polsce położona w województwie świętokrzyskim, w powiecie buskim, w gminie Busko-Zdrój.
W latach 1975–1998 miejscowość administracyjnie należała do województwa kieleckiego.
Przez wieś przechodzi  zielony szlak turystyczny z Wiślicy do Grochowisk.